# Prêmio
Um prêmio(pt-BR) ou prémio(pt-PT?) (do latim praemiu) é algo concedido a uma pessoa ou grupo de pessoas como reconhecimento da excelência em determinado campo ou por um relevante serviço prestado. Prêmios assumem freqüentemente a forma de troféus, títulos, certificados, placas comemorativas, medalhas, distintivos, comendas ou fitas. Um prêmio pode significar também um bem ou valor monetário concedido ao recipiente (por exemplo, o Prêmio Nobel por contribuições para a sociedade ou o Prêmio Pulitzer por realizações literárias). Um prêmio pode também ser simplesmente um reconhecimento público de excelência, sem concessão de qualquer bem material ou imaterial.
Prêmios podem ser concedidos a qualquer pessoa ou instituição, embora o prestígio de um prêmio geralmente dependa do status de quem o concede. Geralmente, prêmios são concedidos por uma organização de algum tipo, ou por uma autoridade de um órgão do governo. Por exemplo, nos Estados Unidos, uma citação especial presidencial é um anúncio público que confere um lugar de destaque ao citado (o presidente Ronald Reagan fez uma citação dessas em 1984 relativa ao Disney Channel, em reconhecimento da excelência de sua programação televisiva para crianças.)
Um tipo comum de prêmio em países que seguem métodos de administração estado-unidenses é o do Empregado do Mês, onde usualmente o(a) agraciado(a) tem nome e foto colocado em local de destaque para apreciação pública durante aquele mês.
Diferentemente da regra geral, alguns prêmios só são concedidos após o recipiente pagar uma taxa, como é o caso do Prêmio Alemão de Design.
No entanto, há exceções como algumas marcas de qualidade, que não são laureados ou organizações que são recompensados, mas muitos produtos. Este é o caso das Seleções de qualidade organizadas pela Monde Selection. Estes prémios internacionais são atribuídas a bebidas, alimentos, cosméticos e dietéticos, que se distinguem pela sua qualidade.

## Identidade
Pessoas que tenham conquistado determinados prêmios prestigiosos, tais como o Nobel, o título de um campeonato desportivo mundial, um Oscar ou um Grammy, podem passar a ter sua identidade associada ao prêmio obtido ("o campeão do mundo", "a vencedora do Oscar", "o prêmio Nobel", "o vencedor do Grammy", etc) em vez de por qualquer outra realização ou ocupação.

## Sátira
Prêmios satíricos, que tipicamente reconhecem falhas ou realizações atípicas, também são populares. São usualmente concedidos por pessoas e organizações de baixo ou médio prestígio, tais como organizações cômicas, confrarias e colunistas. Prêmios satíricos incluem o Framboesa de Ouro (Razzies), uma contrapartida satírica ao Academy Award (Oscar) o qual destaca os piores filmes, e o Darwin Awards, "concedido às pessoas que parecem querer aprimorar o pool de genes humano ao acidentalmente se matarem ou esterilizarem ao cometer um erro estúpido ou por falta de atenção."

## Prêmios pelo conjunto da obra
Um prêmio pelo conjunto da obra é um prêmio concedido a um indivíduo em homenagem às suas contribuições durante toda a vida. Muitas organizações de vários campos concedem tais prêmios, incluindo de entretenimento, desporto, academia e instituições de caridade. Conhecem-se somente três personagens inteiramente fictícios aos quais foram concedidos prêmios pelo conjunto da obra. São, pela ordem: Jason Voorhees, Godzilla e Chewbacca, a quem a MTV granjeou a distinção em 1992, 1996 e 1997, respectivamente.